# シュテファン・グリメ
シュテファン・グリメ（Stefan Grimme、1963年9月4日 - ）は、ドイツの理論化学者である。研究の焦点は大きな分子の電子構造の計算にある。2011年からボン大学のマリケン理論化学センターの教授を務める。

## 略歴
ブラウンシュヴァイク生まれ。1982年にブラウンシュヴァイクにあるガウスシューレを卒業した後、グリメは1984年から1989年までブラウンシュヴァイク工科大学で化学を学び、1991年に CIDNP分光法と光化学に関する理論的ならびに実験的研究によってPh.D.を授与された。1997年、グリメはジークリット・D・パヤリンホフの下でボン大学の理論化学の大学教員資格を取得した。2000年、ミュンスター大学の理論有機化学科長に任命された。

## 研究分野
グリメは大きな分子の電子構造および空間構造ならびにそれらの分光学的特性を計算するための手法を量子力学から開発した。グリメの方法論的研究は主に密度汎関数理論に基づいている。この複雑な量子力学方程式のためにグリメが開発した近似手法は世界中の標準的なソフトウェアで使われている。グリメの専門分野は非共有結合的相互作用・分散力の記述、電子励起スペクトルの計算手法、凝縮相中の分子反応の正確な熱化学である。

## 受賞歴
- 2013年 シュレーディンガー・メダル（WATOC）[2]
- 2015年 Karl-Ziegler Lectureship Award（マックス・プランク石炭研究所（英語版））[3]
- 2015年 ゴットフリート・ヴィルヘルム・ライプニッツ賞（ドイツ研究振興協会）[4]

## 代表的な著作
- Dispersion-Corrected Mean-Field Electronic Structure Methods. In: Chemical Reviews 28, 2016, S. 5105–5154, (Open Access) doi:10.1021/acs.chemrev.5b00533.
- Low-Cost Quantum Chemical Methods for Noncovalent Interactions. In: The journal of physical chemistry letters. 5, 2014, S. 4275–4284, ISSN 1948-7185, (Open Access) doi:10.1021/jz5021313.
- A General Quantum Mechanically Derived Force Field (QMDFF) for Molecules and Condensed Phase Simulations. In: Journal of chemical theory and computation. 10, 2014, S. 4497–4514, ISSN 1549-9626, (Open Access) doi:10.1021/ct500573f.
- A consistent and accurate ab initio parametrization of density functional dispersion correction (DFT-D) for the 94 elements H-Pu. In: Journal of Chemical Physics. 132/15, 2010, 154104, ISSN 0021-9606, doi:10.1063/1.3382344.
- Supramolecular Binding Thermodynamics by Dispersion-Corrected Density Functional Theory. In: Chemistry: a European journal. 18, 2012, S. 9955–9964, ISSN 0947-6539, doi:10.1002/chem.201200497.
- Double-hybrid density functionals. In: Wiley Interdisciplinary Reviews: Computational Molecular Science. 4, 2014, S. 576–600, ISSN 1759-0884 doi:10.1002/wcms.1193.